# Motoraduno
Il motoraduno è un momento di aggregazione di appassionati della motocicletta che può avere sia connotati turistici che sportivi.

## Descrizione

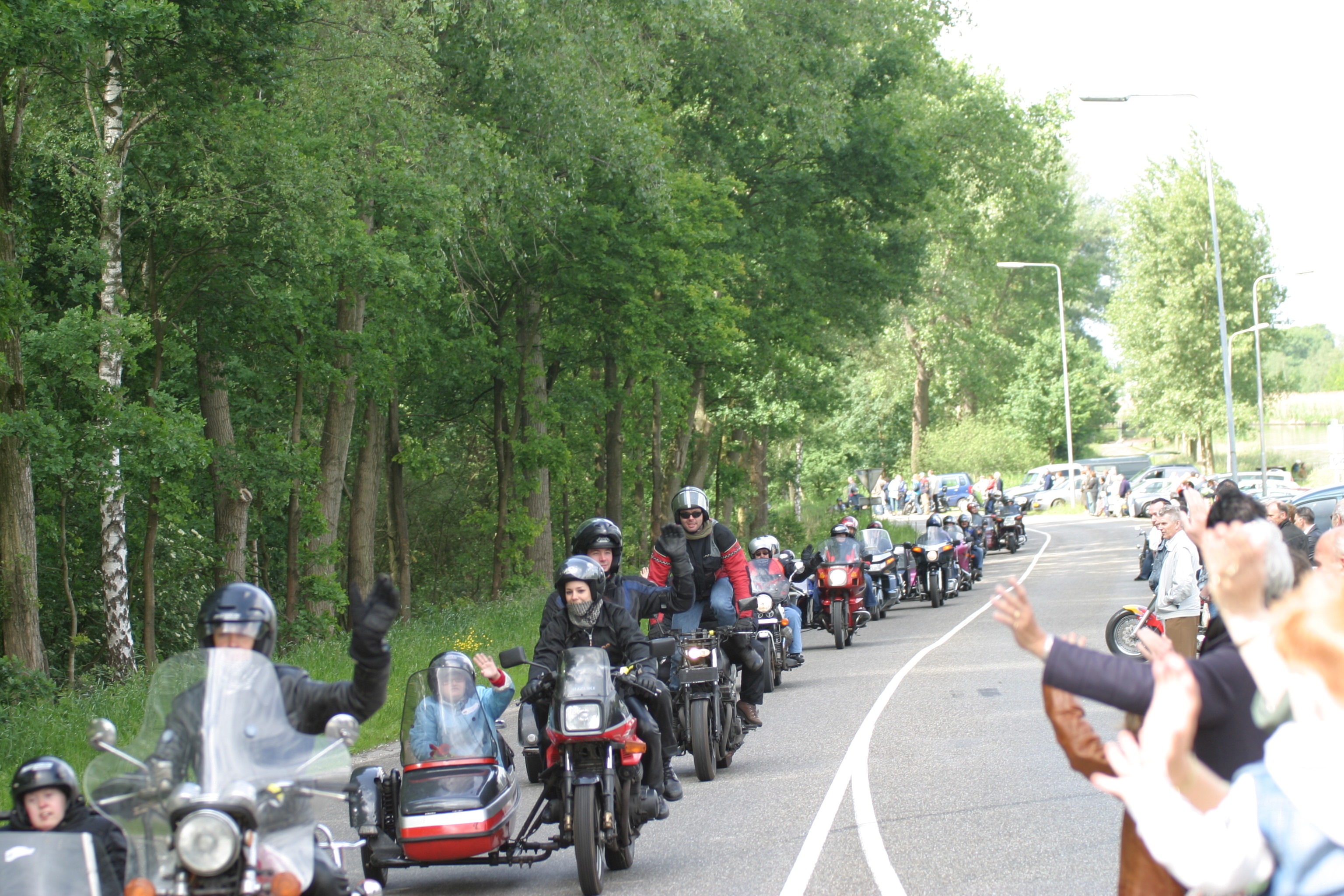
Parata di motociclisti ad un motoraduno

Lo scopo principale della manifestazione è l'incontro di appassionati di mototurismo e generalmente queste manifestazioni hanno come enti di riferimento la Federazione Motociclistica Italiana (F.M.I.), la "Libertas" (Ente di Promozione Sportiva Nazionale riconosciuto dal CONI) ed altri Enti riconosciuti dal CONI, ma possono essere organizzati dai singoli moto club previa autorizzazione delle istituzioni Locali avendo cura di richiedere l'opportuno nulla osta all'Ente di Promozione Sportiva o alla Federazione a cui si è affiliati.

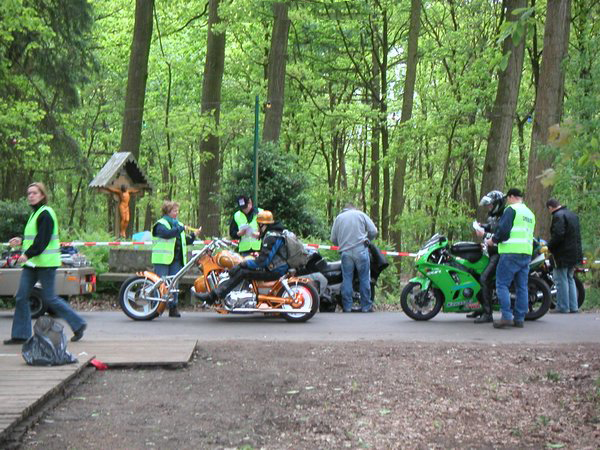
Il momento della registrazione dei partecipanti

Vi sono raduni locali, regionali, nazionali ed internazionali accomunati dal fatto che vi possono partecipare solo modelli regolarmente omologati e che durante le manifestazioni stesse vengono strettamente seguite le regole del codice della strada. In campo italiano godono di notorietà particolare quelli organizzati annualmente al Passo dello Stelvio, quello di Belpasso, quello dei Moti Iblei a Ragusa e la Befana Motociclistica di Milano. In campo europeo tra i più conosciuti è il raduno invernale che si svolge da molti anni in Germania, l'Elefantentreffen.
I motoraduni sono in certi casi aperti ad ogni partecipante, indipendentemente dal motoveicolo posseduto, alcuni invece sono specificatamente dedicati ad una determinata casa motociclistica che spesso li appoggia ufficialmente. In questo caso tra quelli che vedono il più grande numero di partecipanti si annoverano quelli degli appassionati di Harley Davidson, Moto Guzzi e Vespa.